# Divlja ciklama
Divlja ili europska ciklama je vrsta višegodišnje biljke iz roda ciklama.

## Rasprostranjenost i stanište
Živi diljem Europe: u istočnoj Francuskoj, Švicarskoj, sjevernoj Italiji, južnoj Njemačkoj, Austriji, Sloveniji, Hrvatskoj, Bosni i Hercegovini, Srbiji, Crnoj Gori, Makedoniji, Poljskoj, Mađarskoj, Češkoj, Slovačkoj i Bugarskoj. Staništa su joj bjelogorične i miješane šume, posebno one s bukvama, na nadmorskoj visini između 250 i 1300 metara.

## Opis
Divlja ciklama je višegodišnja zeljasta biljka koja naraste od 5 do 15 centimetara u visinu. Listovi su bubregolikog ili srcolikog oblika, te većinom na gornjoj površini imaju srebrnaste ili bijele šare. Mirisni cvjetovi su ružičaste boje, a rastu u razdoblju od lipnja do rujna. Sastavljeni su od pet latica, a na dnu svake je tamnoružičasto obojen dio.

## Vanjske poveznice
- www.cyclamen.org
- Podatci i fotografije

Ostali projekti
|  | Zajednički poslužitelj ima još gradiva o temi Divlja ciklama |
|  | Wikivrste imaju podatke o taksonu Divlja ciklama             |